# Bloemfontein
Bloemfontein er en af Sydafrikas tre hovedstæder og landets sjettestørste by. Det er landets juridiske hovedstad og blandt andet Sydafrikas højesteret har hjemsted her. Byen er beliggende i, og hovedstad for, Fristatprovinsen og har 256.185(2011) indbyggere.

## Berømt bysbarn
- Forfatteren John Ronald Reuel Tolkien, skaberen af Ringenes Herre, blev født her den 3. januar 1892.